# بورتونوود (تشيشير)
بورتونوود (بالإنجليزية: Burtonwood)‏ هي قرية و أبرشية مدنية تقع في المملكة المتحدة في إنجلترا. يقدر عدد سكانها بـ 11,265 نسمة .